# Wendy Alfaro
Wendy Guadalupe Alfaro (Santa Tecla, La Libertad, El Salvador) es una internacionalista, política, estudiante y activista social conservadora. Fue Concejal Propietaria de la Alcaldía Municipal de Santa Tecla durante el periodo 2021-2024 bajo la bandera del partido Vamos. Actualmente es Secretaria de Organización Nacional del partido.

## Biografía

### Estudios
Licenciada en Relaciones Internacionales (2009-2014) por la Universidad Francisco Gavidia con Especialidad en Liderazgo, Innovación y Gerencia Empresarial (2014), posee un postgrado en Derecho de la Empresa (2019) por la Universidad Tecnológica de El Salvador, cuenta con un Técnico en Selección de Personal por la Cámara Oficial de Comercio de España en El Salvador. Diplomada en Formación Política ODS Agenda 2030 (2019). Actualmente cursa la Licenciatura en Ciencias Jurídicas en la Universidad Tecnológica de El Salvador.

### Trayectoria laboral[3]
- Apoyo técnico en la Comisión de Medio Ambiente y Cambio Climático - Asamblea Legislativa (junio 2012 - agosto 2012).
- Jefa de circulación de Revista Estrategia y Negocios (2016-2019). Ha sido responsable de la coordinación y logística de los procesos de exportación y distribución en toda la región, así como la administración de información relativa a cantidades de circulación, clientes y puntos de venta de la marca.
- Directora Estratégica Departamental y de Proyectos del partido Vamos (2019-2021).
- Secretaria de Organización Nacional del partido Vamos (2023-actualidad).
- Analista de Grupo Parlamentario del partido Vamos en la Asamblea Legislativa (2024-actualidad).[5]

### Trayectoria política
Antes de involucrarse en la política partidaria, Wendy Alfaro paso diez años trabajando gratuitamente en temas sociales-políticos. Su trayectoria abarca haber sido presidenta de adescos, docente en un movimiento de capacitación política en el que también fue coordinadora y de igual forma trabajó en proyectos sociales liderados por iglesias.Fue así que en 2017 se integró a las bases del partido Vamos, un partido catalogado como centrista, pero que cuenta en su mayoría con bases ideológicas fuertes que van desde el conservadurismo moderado hasta el conservadurismo extremista.
En las elecciones legislativas y municipales de 2021 fue la candidata a alcaldesa propuesta por el partido VAMOS para la Alcaldía Municipal de Santa Tecla.
Su ruta de trabajo en la alcaldía se centraría, de resultar electa, en modernizar la gestión municipal y llevar a cabo planes de desarrollo a través de 5 ejes principales:
1. Modernización de la gestión municipal.
2. Desarrollo económico.
3. Desarrollo cultural, desarrollo deportivo, desarrollo medioambiental, desarrollo social e inclusivo.
4. Seguridad y prevención de la violencia.
5. Transformación del sistema corrupto.[4]

No logró vencer en la contienda electoral para ocupar el cargo de alcaldesa, pero obtuvo un escaño como Concejal Propietaria en el Concejo Municipal gracias a la cantidad de votos alcanzados.
En las elecciones internas de su partido celebradas el 16 de julio de 2023 fue electa como candidata a diputada para la Asamblea Legislativa por el departamento de La Libertad, ocupando la primera casilla. Esta elección se hizo con el fin de competir en las elecciones legislativas y municipales de 2024. Entre las propuestas legislativas con las que contaba y que llevaría a discusión de resultar electa, serían aquellas relacionadas con mejorar la economía, el alto costo de vivienda, mejorar el sistema de salud y revertir la falta de servicios básicos y la falta de empleo; concretamente, contaba con una propuesta en crear la Ley de Ciudades Intermedias Ecosostenibles, la cual se centraba en crear polos de desarrollo en medio de la gran ciudad y del campo.
Su plataforma legislativa estaba centrada en cuatro ejes temáticos:
1. Alimentación: Se revisaría la normativa vigente relacionada con todos los factores involucrados en materia de alimentación. Se promoverían acciones para garantizar la eliminación del IVA en la canasta básica y la ampliación de los productos que la conforman.
2. Economía y Finanzas: Se buscaría impulsar leyes que alivien el bolsillo de los salvadoreños, asegurando que en la función pública no haya despilfarro y se establezca un techo salarial para funcionarios y empleados públicos.
3. Vivienda: Se revisarían todas las leyes en materia de vivienda y la política nacional de vivienda, con el fin de generar modificaciones que armonicen la ley con la política nacional. Además, se buscaba proponer el desarrollo de "ciudades intermedias".
4. Ciudades intermedias. Con la propuesta de Ley de Ciudades Intermedias Ecosistenibles, el objetivo que se busca es la de descentralizar la industria económica y productiva del país. Para ello, se proponía crear incentivos fiscales que impulsasen el desarrollo de la pequeña industria y la artesanía, transformándolas en empresas eficientes tanto en el aspecto social como en el económico. Además, se buscaba reducir el tráfico vehicular derivado de la centralización de la producción económica. También se buscaba la construcción de caminos vecinales y la ampliación de servicios de infraestructura, como electricidad, telecomunicaciones, educación, salud y vivienda, en las zonas rurales.

Al momento de realizar el conteo de votos, estos no le fueron favorables para poder resultar electa como diputada, viéndose mermada su aspiración de optar por una curul.

## Ideología política
Se considera una activista provida, en contra de la ideología de género y del matrimonio igualitario; esto la convierte en una miembro del ala más conservadoras del partido. A pesar de ello, apoya el desarrollo social, igualdad y el empoderamiento de las mujeres, es una activista anticorrupción, ambientalista, activista por los derechos de la ciudadanía y está en contra de las políticas de seguridad adoptadas por el gobierno de Nayib Bukele y de su reelección presidencial.

## Historial electoral

### Elecciones Municipales
| Año  | Votos  | %               | Resultados      | Notas | Municipio   |
| ---- | ------ | --------------- | --------------- | --- | ----------- |
| 2021 | 3,634  | \| \| 5.07 % \| | Electa Concejal | Los regidores son distribuidos de manera proporcional al número de votos obtenidos, según el modelo de cocientes y residuos. | Santa Tecla |
|      | 5.07 % |                 |                 | |             |

### Elecciones Parlamentarias
| Año  | Votos  | %               | Resultados         | Notas | Departamento |
| ---- | ------ | --------------- | ------------------ | --- | ------------ |
| 2024 | 10,726 | \| \| 2.93 % \| | Diputada no electa | Sin derecho a una curul por D'Hondt de acuerdo a la Legislación Electoral. Se toma en cuenta el total de participación ciudadana en el departamento sobre la cantidad de votos que obtuvo la candidatura. | La Libertad  |
|      | 2.93 % |                 |                    | |              |